# Friedrich Wolf
Friedrich Wolf (ur. 23 grudnia 1888 w Neuwied, zm. 5 października 1953 w Oranienburgu) – niemiecki lekarz, pisarz, dyplomata i żołnierz Brygad Międzynarodowych.

## Życiorys
Jego ojcem był kupiec żydowskiego pochodzenia. Od 1907 do 1912 studiował medycynę, filozofię i historię sztuki w Monachium, Tybindze, Bonn i Berlinie. Lekarzem został w 1913 r. W 1914 pracował jako lekarz okrętowy, w tym samym roku został lekarzem na froncie zachodnim podczas I wojny światowej, to doświadczenie wykreowało go na pacyfistę. W 1917 r. opublikował swoje pierwsze utwory literackie.
W 1918 został członkiem Rady Robotniczej w Dreźnie i wstąpił do Niezależnej Socjaldemokratycznej Partii Niemiec. Po wojnie pracował jako lekarz w Remscheid i Hechingen. W 1923 i 1925 urodzili się jego synowie Markus i Konrad, którzy później zasłynęli odpowiednio jako szef wywiadu NRD oraz jeden z najwybitniejszych twórców kina z Niemiec Wschodnich. 
Po 1928 został członkiem partii komunistycznej. W 1929 roku jego dramat „Cyankali” wywołał dyskusję na temat aborcji, a on został na krótko aresztowany i oskarżony o wykonywanie aborcji. Na początku 1932 założył Südwest Spieltrupp w Stuttgarcie, grupę świeckich aktorów którzy poruszali kontrowersyjne na ówczesne czasy tematy.
Gdy naziści doszli do władzy, Wolf wyemigrował z rodziną do Moskwy. W 1938 roku udał się do Hiszpanii, aby pracować jako lekarz w Brygadach Międzynarodowych. Po zakończeniu wojny udał się do Francji gdzie został aresztowany i internowany w obozie koncentracyjnym w Le Vernet. W 1941 roku zdobył obywatelstwo radzieckie i wrócił do Moskwy, gdzie został założycielem Komitetu Narodowego Wolne Niemcy. W 1945 roku wrócił do Niemiec i był aktywny w kwestiach literackich i kulturalno-politycznych. Od 1949 do 1951 był pierwszym ambasadorem nadzwyczajnym i ministrem pełnomocnym Niemiec Wschodnich w Polsce. 
Opuszczając stanowisko został odznaczony przez prezydenta Bolesława Bieruta Krzyżem Komandorskim z Gwiazdą Orderu Odrodzenia Polski za zasługi położone w dziedzinie krzewienia i pogłębienia przyjaźni między narodem polskim i niemieckim i 6 czerwca 1951 w Belwederze udekorowany tym odznaczeniem.